# Gabriele Witteková
Gabriele Witteková (rozená Maden; 7. října 1933 Wertingen – říjen 2024) byla zakladatelkou a vůdkyní nového náboženského hnutí Universal Life, které se před rokem 1984 popisovalo jako dílo Ježíše Krista přivedení domů. Organizace a její následovníci ji označují za proroka a „Boží trubku“.

## Život a práce

### Dětství, mládí a manželství
Witteková se narodila 7. října 1933 ve Wertingenu jako dcera krejčovského mistra. Po absolvování povinné školní docházky absolvovala školení na kancelářskou úřednici a na této pozici pracovala po složení tovaryšské zkoušky v Mnichově. Witteková byla od roku 1955 vdaná a měla dceru. Pár se rozešel na počátku 80. let.

### Jako médium a prorok
Gabriele Witteková uvedla menší duchovní zážitky z dětství. Zlomem a impulsem pro rozvoj jejího duchovního života byla pro ni smrt její matky roku 1970. Podle jejích výpovědí, když navštívila svého otce v den prvního výročí matčiny smrti (12. listopadu 1971), viděla ji, jak stojí v pokoji a usmívá se na ni. Její příbuzní to vysvětlili jako její představivost, ale tato zkušenost ji nikdy neopustila. Kolem roku 1972 se dostala do kontaktu s modlitební skupinou kolem nejmenované psychické ženy. Po třech měsících byl Witteková poprvé osloven „Duchem Kristovým“ prostřednictvím této ženy. Ke kontaktům s její zesnulou matkou prý došlo až později.

Dle jejích sdělení obdržela zprávy poprvé 6. ledna 1975: 
Najednou jsem uviděla na levém boku stát krásnou postavu, stvoření v zářivě bílých šatech. Moje první myšlenka byla: Jsi jistě můj anděl strážný a chci ti poděkovat za ochranu, kterou nám poskytuješ […], a když jsem to řekl, napadla mě slova. Řekli: „Neděkujte mně, ale děkujte Bohu, našemu Pánu, protože On je náš průvodce a náš předchůdce. Jsme jen Jeho služebníci.".
Gabrielle Witteková, Zur Vergangenheit des „Universellen Lebens“ gehören auch ein Kontakt aus dem Bereich des UFO-Spiritismus, namentlich zu Mairadi.
Odesílatel těchto oznámení se představil jako „duchovní učitel bratr Emanuel“, „cherubín božské moudrosti“, od kterého řekla, že se jí léta dostalo duchovního vedení a školení. Po čtvrtém nebo pátém dni prý poprvé obdržela poselství od Ježíše Krista. V důsledku toho vystoupili také andělé, Bůh Otec, strážný duch Hierlya (nebo „Herlya“) a v roce 1980 bratr Mairadi, „bratr z vesmíru“ a obyvatel planety „Maiami-Chulli“.r
Když počátkem roku 1975 Witteková obdržela první zprávy, vytvořil se v jejím domě ve Würzburgu okruh zájemců, kterým tyto zprávy předávala. V roce 1977 následovala další skupina v Norimberku a komunita používala v interních novinách název Dílo Ježíše Krista přivedení domů (Heimholungswerk Jesu Christi, HHW). V lednu 1977 následovalo její první veřejné vystoupení. Od roku 1979 se HHW vydávalo na veřejnost s brožury. Dne 19. ledna 1980 Asociace pro podporu domácího přinášení Ježíše Krista, „Vnitřní duch = Christ Church e. V.“, založená a registrovaná v Norimberku. 26. dubna 1980 byla ve Stuttgartu skutečně založena HHW pod názvem Heimholungswerk Jesu Christi. Vnitřní duch = Christ Church e. V. Witteková i její manžel byli zakládajícími členy. Prostřednictvím přednášek a reklamních aktivit Wittekové se HHW rozšiřovalo a v německy mluvících zemích vznikly četné komunity. V roce 1984 (podle jiných zdrojů 1985 byl HHW přejmenován na Universal Life/Universelles Leben (UL).
Gabriele Witteková tvrdila, že přijímá zprávy, vize a jasnovidectví ne v úplném nebo částečném transu jako spiritistické médium, ale s plným bdělým vědomím. Před rokem 1975 nebylo známo, že by Witteková něco napsala, od té doby do roku 2006 vyšlo více než 50 publikací. Napsala také četné eseje a pravidelně publikovala v brožurách UL The Prophet a Gabriele-Brief. The Main-Post v roce 2013 spekuloval, že Witteková stále žila na panství Terra Nova (dnes Hofgut Lumee-Sophia – The Ur-Source of Being) poté, co nebyla nalezena ve svém domě v Michelrieth.
Své působení opírala o "vnitřní cestu" člověka a rozhodnutí obrátit se a vrátit se do nebeského domova, což pro ni znamenalo žít podle Desatera a Kázání na hoře. Tato nauka v podání Wittekové zahrnuje například vegetariánství.

## Vliv a kult osobnosti
Svými stoupenci byla nazývána "Duchem Pravdy".
V rámci Universal Life je po Wittekové pojmenováno mnoho společností a organizací. Witteková publikovala své publikace v nakladatelství Gabriele Das Wort, ve kterém měli Christine Schulte, Ulrich Seifert, Harald Dohle a ona každý 25procentní podíl.[7] Jejím hlavním dílem je Toto je moje slovo – Alfa a Omega, „Bible“ univerzálního života.
Vydavatelství vlastní 100procentní podíl ve své dceřiné společnosti Radio Santec a tím i v hudebním vydavatelství Santec Music GmbH a v produkční společnosti Bild und Ton – Produktions für das Leben GmbH.
Radio Santec vysílá zprávy Wittekové v několika jazycích prostřednictvím vysílání na krátkých a středních vlnách (od ledna 2011 pouze webové rádio). Radio Santec také provozuje televizní program Sophia TV. Na stejné poštovní adrese sídlí i nakladatelství Das Weisse Pferde, které vydává stejnojmenný časopis a literaturu dalších autorů z oblasti univerzálního života.
International Gabriele-Sophia Foundations, založená na konci roku 2000 (do roku 2022 International Gabriele Foundation), kupuje pozemky pro Universal Life, aby je začlenila do panství Lumee-Sophia a Axis Vitae.
Vysílač New Jerusalem provozuje mimo jiné vícejazyčný televizní program Gabriele-TV Africa.

## Dílo
- Die Strahlungsfelder. Die Entstehung der Fallwelten und die Zukunft der Menschheit: Eine Offenbarung und eine Prophetie, die die Welt nicht kennt. Gegeben der Prophetin des Herrn durch das Innere Wort im Herbst 1981. Heimholungswerk Jesu Christi, Würzburg 1982.
- Die Christliche Mysterienschule. Die hohe Schule des Geistes. […] Gegeben der Prophetin des Herrn (G. W.) durch das Innere Wort, im Jahre 1981. Heimholungswerk Jesu Christi, Würzburg 1982.
- Das ist Mein Wort – Alpha und Omega – Das Evangelium Jesu – Die Christus-Offenbarung, welche inzwischen die wahren Christen in aller Welt kennen, česky Toto je mé slovo, Univerzální život 1997.
- Glaubensheilung – die Ganzheitsheilung. Das Wort, Marktheidenfeld 1999, ISBN 978-3-89201-264-1.
- Lerne beten, im wahren Gebet erlebst du Gott, wahres Gebet macht glücklich. Das Wort, Marktheidenfeld 2013, ISBN 978-3-89201-359-4.
- Ein Frauenleben im Dienste des Ewigen - Mein Weg als Lehrprophetin und Botschafterin Gottes in dieser Zeitenwende. Gabriele-Verlag Das Wort, Marktheidenfeld 2016; ISBN 978-3-89201-799-8
- Das Lilienzeitalter, die hohe Zeit – nach der Zeit. Gabriele-Verlag Das Wort, Marktheidenfeld 2023

V roce 2017 bylo v databázi Německé národní knihovny uvedeno více než 600 titulů pod jejím jménem a četnými pseudonymy bylo přes 90 titulů pod jejím skutečným jménem.